# Julio Martí-Caro Soto
Julio Martín-Caro Soto (Pamplona, España, 1933 - Madrid, España, 1968) fue un artista español de la década de los sesenta que se caracterizó por su desarrollo en el expresionismo. Clasificado en la nueva figuración española, supuso una reacción ante el ya agotado informalismo. Se sitúa en la vanguardia de un expresionismo abstracto de carácter neogoyista, entregándose especialmente en los diez últimos años de su vida. Su existencia fue condicionada dolorosamente debido a una vasculopatía generalizada. De familia de comerciantes toreros, mitad castellana y mitad navarra, tuvo una inclinación acusada por la música y la literatura.

## Biografía
Julio Martín-Caro, en 1953, abandonó sus estudios universitarios en químicapara unirse a la Escuela de Bellas Artes de San Fernando (Madrid). Fue alumno de artistas como Manuel Gutiérrez Navas, Pancho Cossío y Carlos Pascual de Lara. Colaboró con Lara en las pinturas murales del Teatro Real y se inspiró en El Greco debido a la admiración que le tenía a su maestro. Durante esos años, visitaba regularmente el Museo del Prado, estudiando a fondo no solo a El Greco, sino también al tenebrista Zurbarán y a Goya, cuya serie negra le impactó profundamente.
En 1959, recibió una beca extraordinaria de la Institución Príncipe de Viana para estudiar pintura al fresco en la Escuela de Bellas Artes de Venecia, dirigida por el muralista Bruno Saetti. Hasta ese momento, la evolución estilística del pintor fue rápida, comenzando con una concepción impresionista de sus temas.

## Pintura: aprendizaje y evolución artística
Luego, se sintió atraído por el postimpresionismo, siendo influenciado por Van Gogh en la expresión cromática y por Cézanne en la simplificación de volúmenes y planos. Su enfoque se orientó hacia un cubismo que buscaba la expresividad de las cosas, revelando su intimidad esencial. Durante este período, también se interesó en la pintura directa de Gutiérrez Solana. La relación con Saetti fue crucial, ya que profundizó en las técnicas de pintura mural "a la veneciana", aumentando la expresividad de sus representaciones. Además, el fuerte patetismo de Saetti, que deformaba la figura hasta acercarse al arte abstracto, lo impulsó aún más hacia el expresionismo.

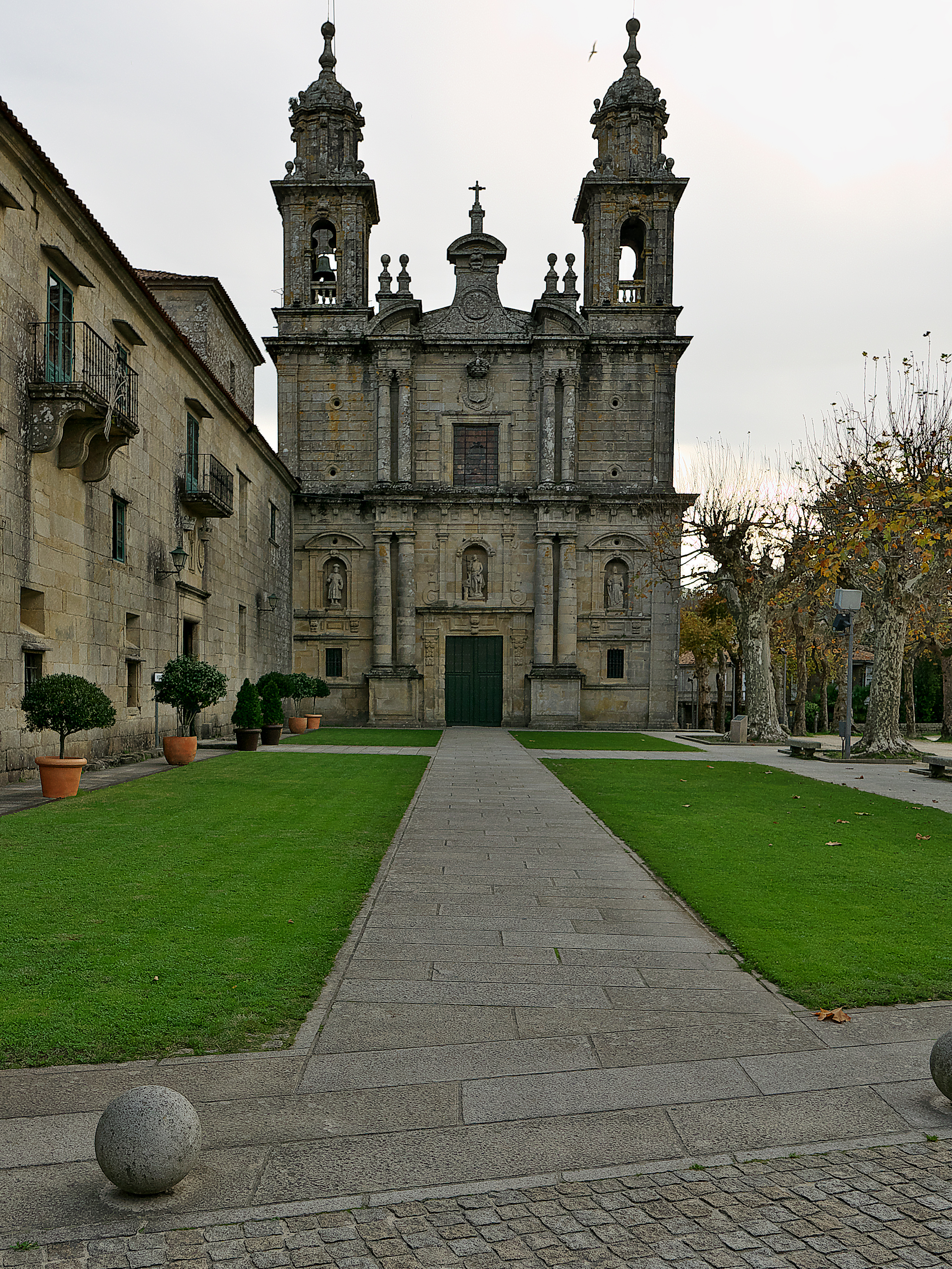
Iglesia del Monasterio de San Juan de Poyo

Utilizando sus viajes como fuente de inspiración, exploró extensamente diferentes aspectos, como la pintura renacentista italiana y la obra de Brueghel el Viejo en Viena. Estos viajes también desempeñaron un papel crucial en su reconocimiento internacional, especialmente en Francia, Italia, Venezuela y Estados Unidos. Logró varios galardones y distinciones en certámenes y concursos artísticos tanto en Madrid como en Bayona (Francia) e Italia. Aunque falleció a la temprana edad de 35 años, lideró o contribuyó a más de cincuenta exhibiciones, tanto individuales como colectivas. Además, formó parte de proyectos de decoración mural, incluyendo el Monasterio de Poyo (Pontevedra) y el Teatro Real de Madrid.
Las creaciones artísticas de Julio Martín-Caro se hallan en diversas instituciones, como la Biblioteca del Congreso de Washington, el Museo de Arte Moderno de Johannesburgo (Sudáfrica), el Museo de Artes Reina Sofía, el Museo de Navarra, la Colección de Arte Contemporáneo del Ayuntamiento de Pamplona, el Museo de Arte Contemporáneo de Caracas, así como en museos de Chicago, Ohio, San Francisco y Santa Bárbara (EE. UU.). El Museo de Navarra resguarda un conjunto de 294 obras de Julio Martín-Caro, que fueron adquiridas por el museo a su hermano Enrique en 1993.

## Obra

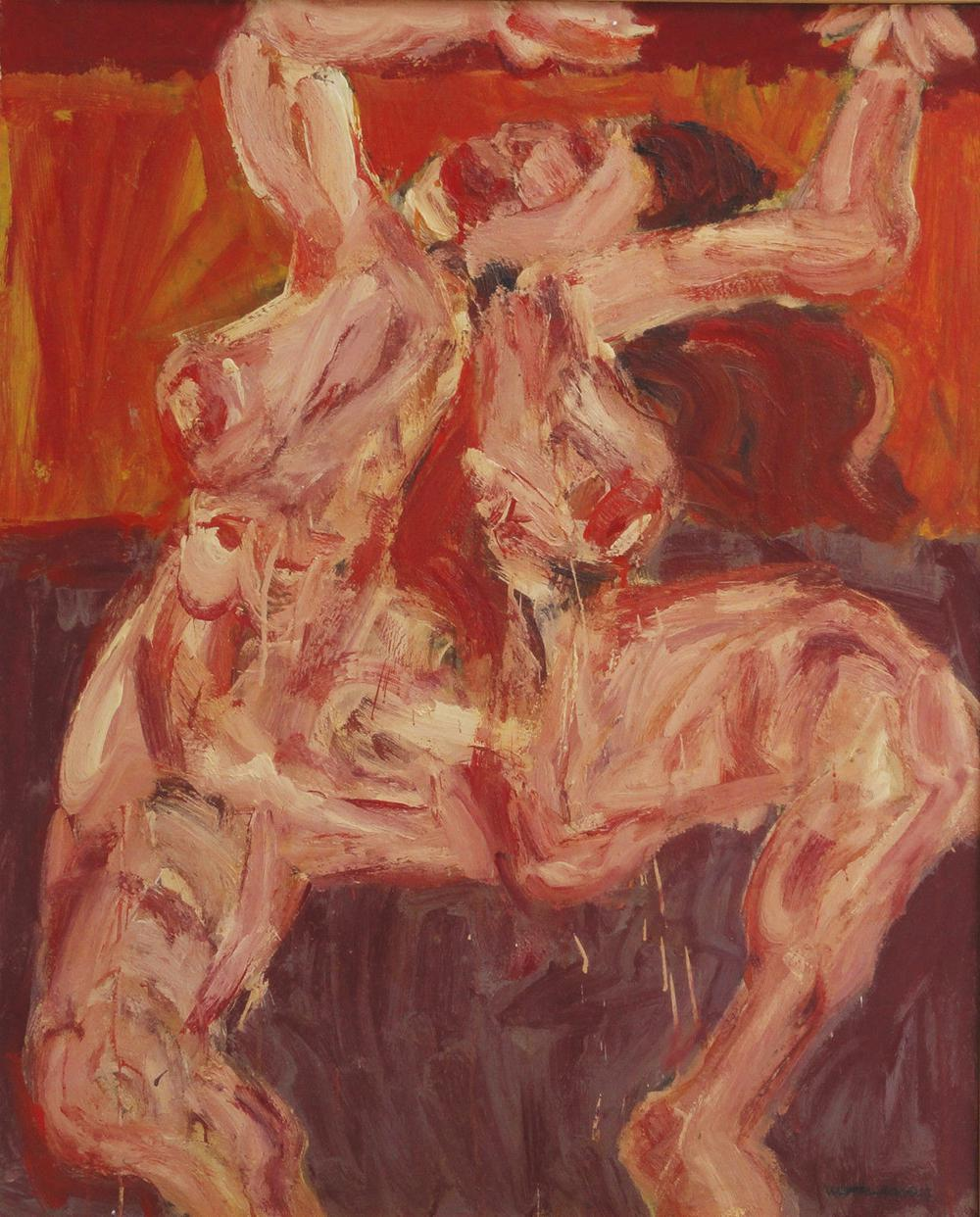
Red Nude, expresionismo de Julio Martín-Caro

Enmarcadas en el expresionismo, las obras del autor, pese a algunas peculiaridades personales, se pueden clasificar claramente en dicho estilo con unas características claramente definidas.
Exageración y distorsión de la realidad, importancia de la percepción del artista
Con el objetivo de comunicar inquietud y vulnerabilidad, las formas y figuras suelen adoptar distorsiones y exageraciones. Así, nos encontramos con retratos irreconocibles y cuerpos deformes, Un ejemplo destacado es «Enebro» donde el artista representa una figura femenina en una postura angustiosa y retorcida. Mediante colores rojizos y líneas marcadas, se crea una sensación de tensión y dramatismo, enfatizando así la expresión emocional. El autor destaca por una concepción peyorativa hacia el sexo, que se representa en esta y otras obras.
Uso anormal del color y creación de atmósfera

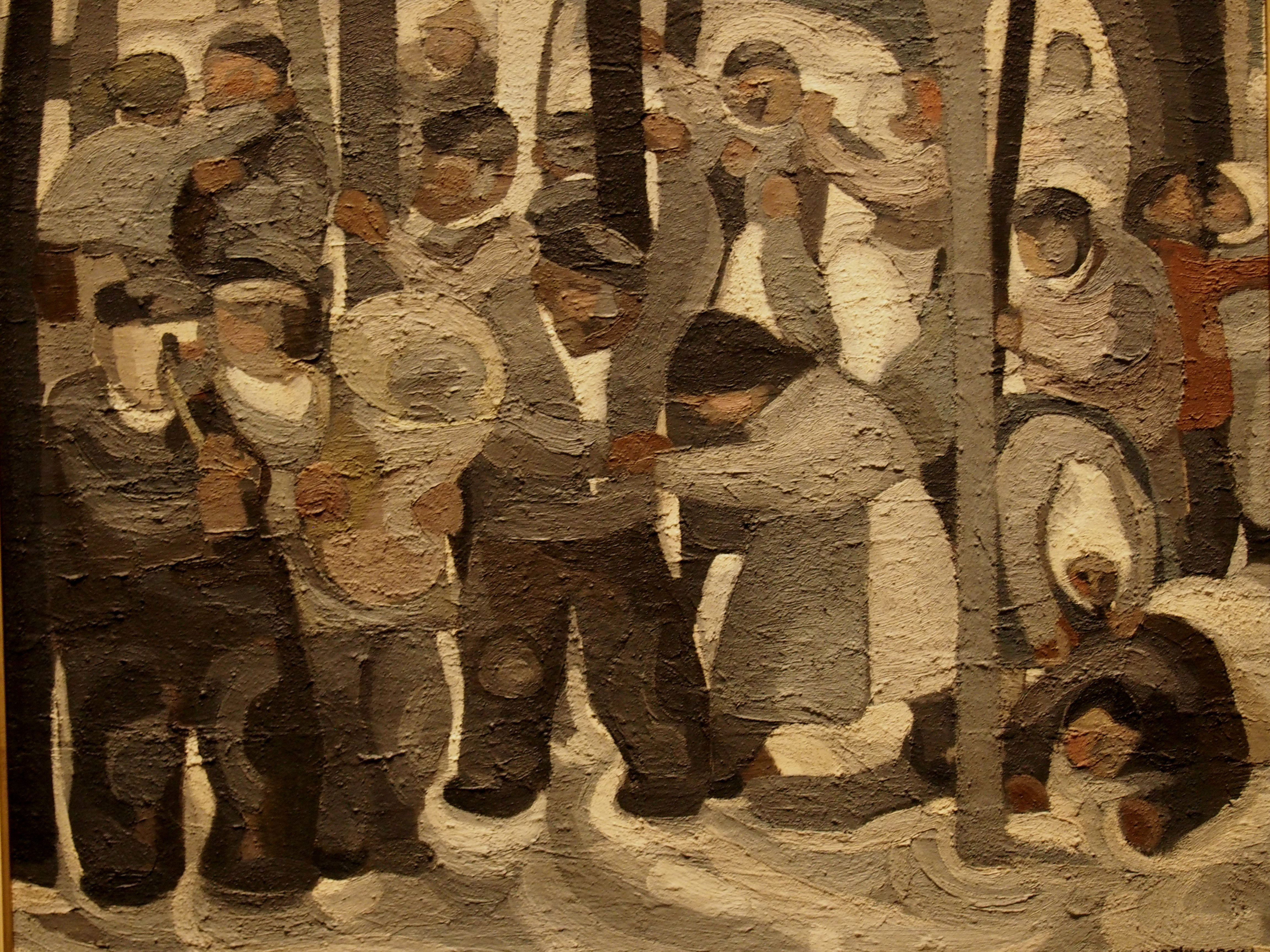
Fiesta rural, Julio Martín-Caro.

Tratando de expresar sentimientos y crear atmósferas, el color queda supeditado a las necesidades del autor, no a una representación realista de la escena en cuanto al color. Esto es visible en la siguiente obra del mismo autor, una fiesta popular que parece estar ambientada en un ámbito rural. Esta atmósfera la crea gracias a los tonos oscuros y la semejanza de la imagen a un bosque bailando.

#### Neo-figuración

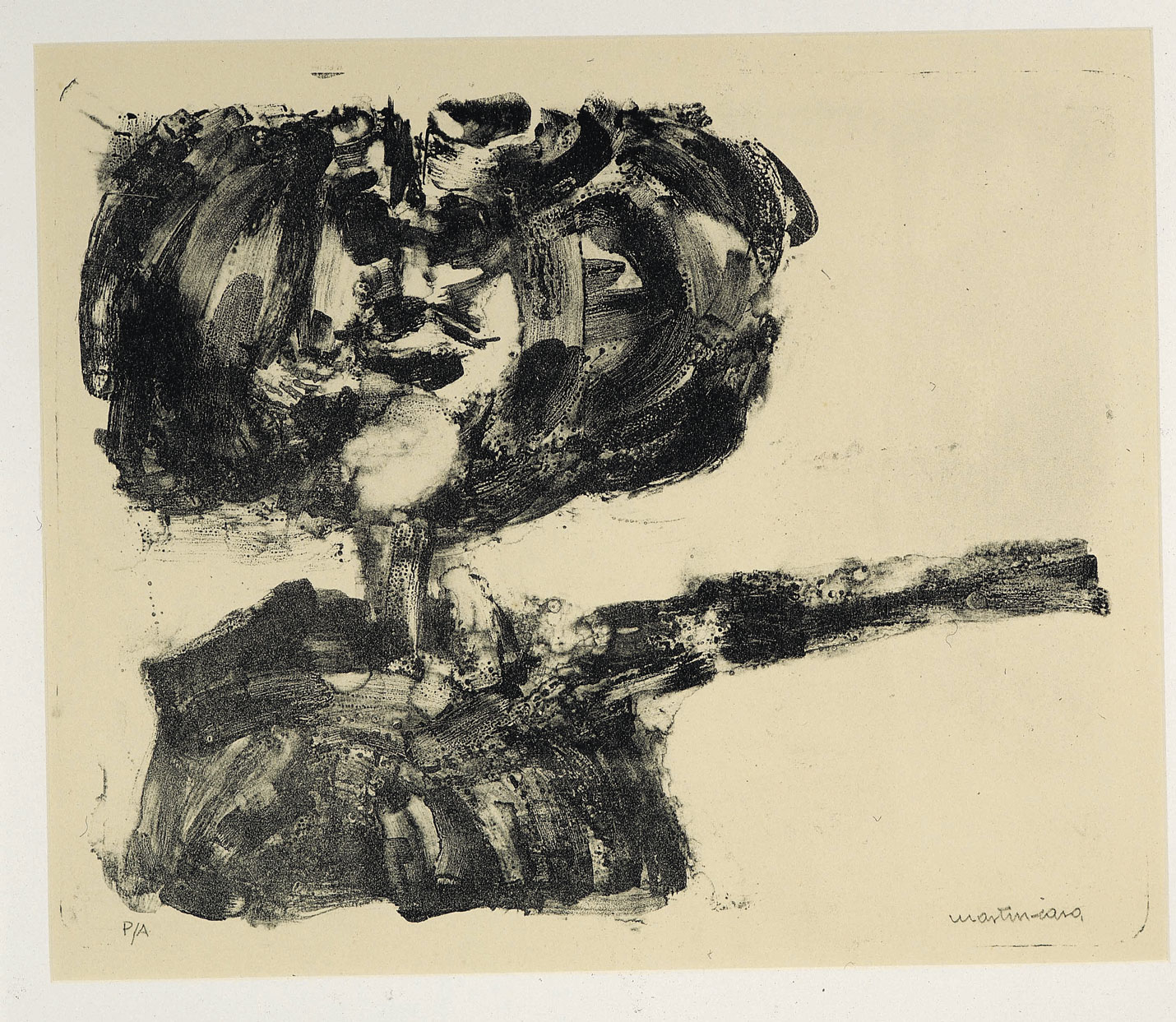
Representación neofigurativa de la maternidad

El expresionismo del autor se plasma también en una corriente neo-figurativa, en ella podemos observar la nueva concepción de la figura humana en el arte post-impresionista. Contrasta con el Pop-Art propio de la época, vinculado a la belleza y sensualidad. En este caso encontramos unas figuras deformadas, casi grotescas, que trasladan esa concepción pesimista y doliente del mundo. Como ejemplo encontramos la "Maternidad" de este mismo autor, una figura tan deformada que no podemos definir como masculina o femenina, ni mucho menos extraer el título que da la obra por simple deducción propia.
En las representaciones de figuras humanas encontramos los brochazos instintivos propios del informalismo así como el uso del chorreo en el color, con el fin de transmitir preocupaciones o inquietudes personales.

#### Existencialismo expresionista

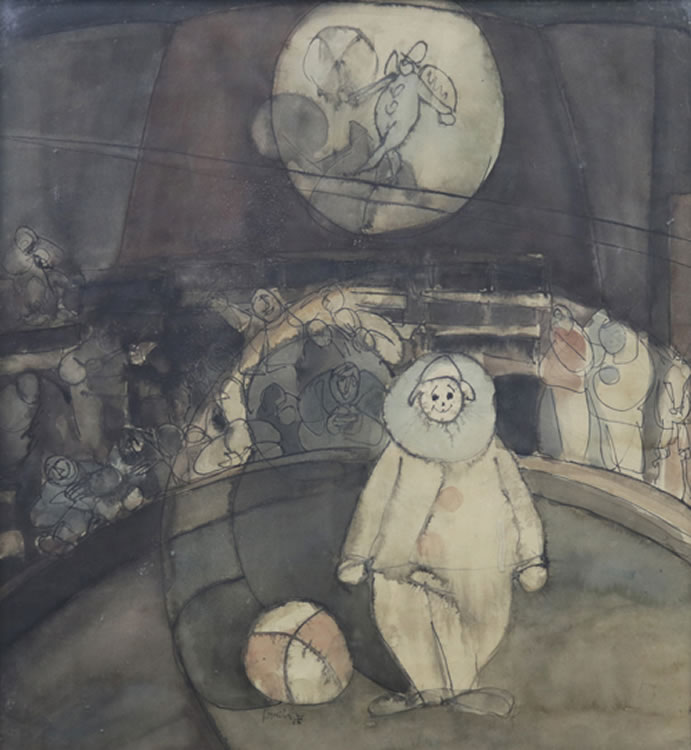
Payaso de Circo pintado por Julio Martín-Caro Soto

Como característica propia del expresionismo encontramos la angustia existencial, algo que se plasma perfectamente en esta obra del autor. El "Payaso de Circo", un ambiente que presuntamente sería feliz y lleno de humor se torna en un escenario oscuro cuya única luz enfoca al payaso como centro de la obra, destacando la expresión de este pues es una sonrisa que parece vacía y sin alma. Una escena que utiliza un lenguaje desgarrado (colores oscuros y atmósfera tétrica) para implicar al espectador en esa visión pesimista de la realidad que se traslada hasta los lugares antitéticos a estas ideas. Destaca el trazo irregular y las formas irracionales del fondo, de carácter más neo-figurativo.
Además de todo esto, por un lado, está su producción sobre tela o plancha de madera, que sigue un desarrollo gradual, controlado y cerebral. Por otro lado, sus dibujos, ilustraciones y obra gráfica son más audaces expresivamente, menos contenidos y más viscerales.

#### Etapas y series artísticas

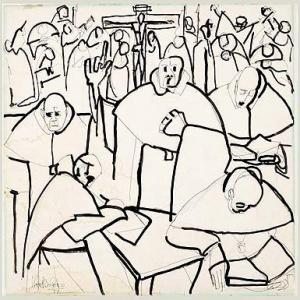
Monjes realizando actividades con un Cristo crucificado en el medio

En su formación inicial, bajo la dirección de Manuel Gutiérrez Navas en Madrid, debía reprimir los “desdibujos” naturales que surgían en su trabajo. Sin embargo, a principios de 1956, logró liberarse y explorar su creatividad en colaboraciones como los bocetos para el Monasterio de Mercedarios de Poyo (Pontevedra).
Hasta 1958, la línea en su obra pasó de ser un contorno definido a una mancha de color que daba volumen a las figuras. Predominaba la temática costumbrista y su interés por la condición humana. Luego, Martín-Caro entró en una etapa neo-cubista desde 1959 hasta principios de 1962, explorando el color y la forma de manera expresiva.
Finalmente, su evolución permitió que el color disfrutara de mayor libertad espacial, insertando las figuras en un ambiente que reflejaba su exudación corporal.
Es importante destacar que se encuentra un patrón, pues podemos clasificar ciertas "series". de trabajo con un fondo religioso que se aprecia de forma repetible. La primera serie sobre "La Pasión" (1953-58) se trata de dibujos pictóricos, de tinte expresionista, con planos de sombras y luces muy marcados, con formas constructivas. La segunda, "El circo" (1956-57), con payasos y caballos, centrándose en el dibujo y la pintura con contrastes de color y luz. Y la última serie de dibujos sueltos (1959), con predominancia de paisaje pesquero, con sus escenas típicas, así como paisajes de interior, donde alterna la línea alada con estructura cubista

## Legado histórico y cultural

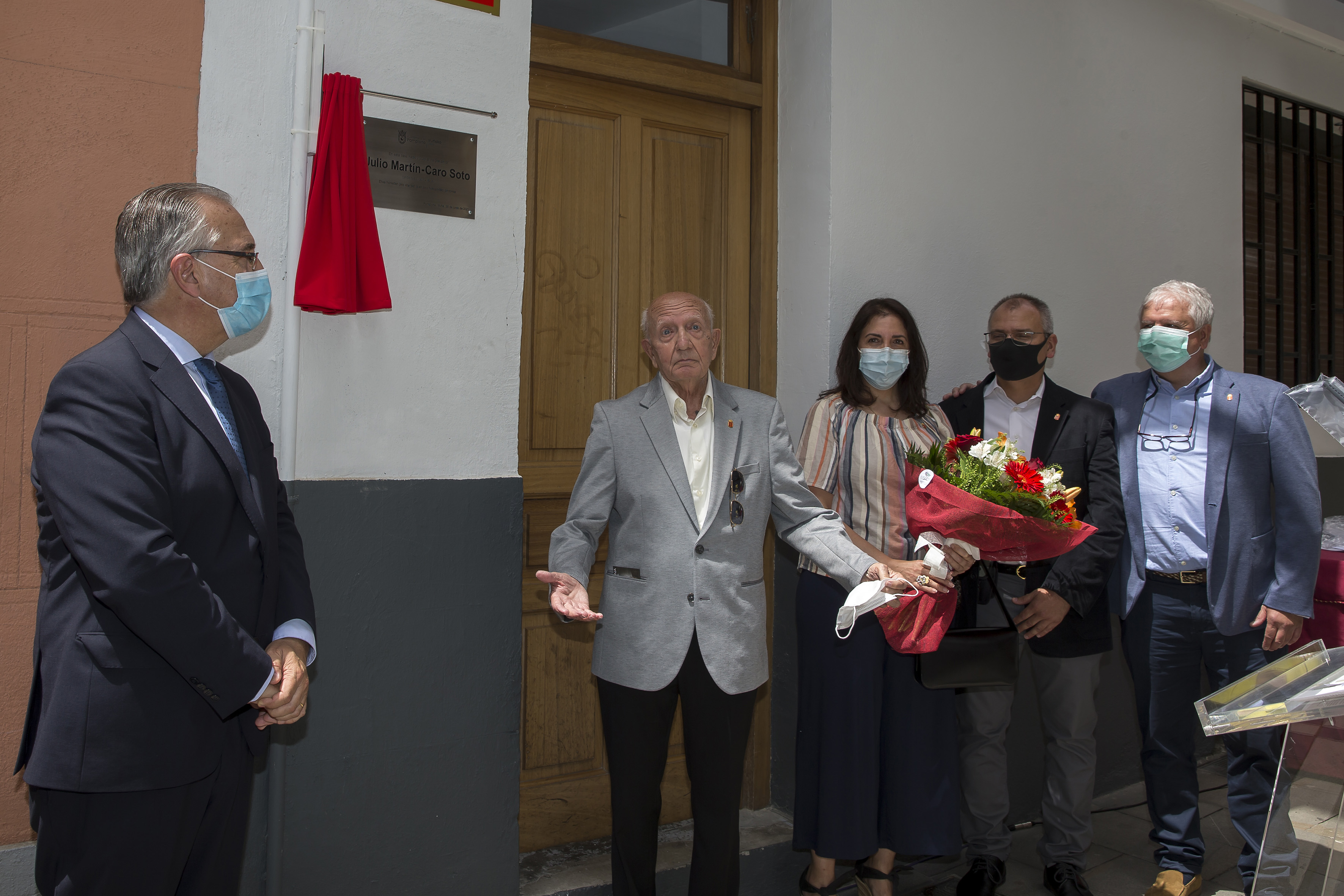
Placa conmemorativa al artista Julio Martín-Caro Soto en Pamplona.

Julio Martín-Caro Soto ha pasado a la historia de la ciudad donde nació, así lo atestigua la placa implantada por el Ayuntamiento de Pamplona, el año 2021, en la calle que daría cabida a este pintor español. Una iniciativa popular y familiar, concretamente impulsada por su hermano, algo que ha tenido lugar años después de su fallecimiento debido al "distanciamiento" físico del artista con la ciudad según alega el informe municipal. Pese a la corta vida del artista provocada por su cardiopatía su obra se extendió por varios países, alcanzando el título de "vanguardista" para la época en la que pintaba, experimentando con nuevas formas y corrientes.
Sus obras se expusieron en exposiciones individuales en Madrid (1956) y Pamplona (1957), también en colectivas en Venecia, París, Copenhague, Alejandría, México y Nueva York.

## Distinciones
- Tercera Medalla en el Salón de Otoño de Madrid (1955)[11]
- Premio del Ayuntamiento de Madrid (1955)[11]
- Segunda Medalla en el Salón de Otoño de Madrid (1957)[11]
- Premio Mestre de Pintura, Italia (1960)[11]
- Premio en Exposición Bayona-Pamplona (1960)[11]
- Premio Ciudad de Pamplona (1962)[11]